# Hipparcos
Hipparcos là một vệ tinh khoa học của Cơ quan Vũ trụ châu Âu (ESA), được phóng vào năm 1989 và hoạt động cho đến năm 1993.  Đó là thí nghiệm không gian đầu tiên dành cho trắc lượng học thiên thể một cách chính xác, phép đo chính xác vị trí của các thiên thể trên bầu trời.  Điều này cho phép xác định chính xác các chuyển động và thị sai của các ngôi sao, cho phép xác định khoảng cách và vận tốc tiếp tuyến của chúng.  Khi kết hợp với các phép đo vận tốc hướng tâm từ quang phổ, điều này xác định chính xác tất cả sáu đại lượng cần thiết để xác định chuyển động của các ngôi sao. Kết quả của nó là Danh mục Hipparcos, một danh mục có độ chính xác cao với hơn 118.200 sao, được xuất bản năm 1997.  Danh mục Tycho có độ chính xác thấp hơn với hơn một triệu ngôi sao đã được xuất bản cùng lúc, trong khi Danh mục Tycho-2 nâng cao với 2,5   triệu sao được xuất bản năm 2000.  Nhiệm vụ tiếp theo của Hipparcos, Gaia, đã được phóng lên vào năm 2013.
Từ "Hipparcos" là từ viết tắt của HIgh Precision PARallax COllecting Satellite và cũng là một từ ám chỉ đến nhà thiên văn học Hy Lạp cổ đại Hipparchus của Nicaea, người được ghi nhận cho các ứng dụng lượng giác vào thiên văn học và khám phá ra  tuế sai của các điểm phân.

## Bối cảnh
Vào nửa sau của thế kỷ 20, việc đo chính xác các vị trí sao từ mặt đất đã vấp phải các rào cản cơ bản không thể vượt qua để cải thiện độ chính xác, đặc biệt là cho các phép đo góc lớn và các thuật ngữ có hệ thống.  Các vấn đề bị chi phối bởi ảnh hưởng của bầu khí quyển Trái Đất, nhưng được kết hợp bởi các thuật ngữ quang học phức tạp, sự uốn cong dụng cụ nhiệt, tương tác hấp dẫn giữa chúng và việc thiếu tầm nhìn trên bầu trời.  Một đề xuất chính thức để thực hiện những quan sát chính xác này từ không gian lần đầu tiên được đưa ra vào năm 1967.
Mặc dù ban đầu đề xuất với cơ quan vũ trụ CNES của Pháp, nó được coi là quá phức tạp và tốn kém cho một chương trình quốc gia duy nhất.  Sự chấp nhận của nó trong chương trình khoa học của Cơ quan Vũ trụ châu Âu, vào năm 1980, là kết quả của một quá trình nghiên cứu và vận động hành lang kéo dài.  Động lực khoa học cơ bản là xác định tính chất vật lý của các ngôi sao thông qua việc đo khoảng cách và chuyển động không gian của chúng, và do đó đặt các nghiên cứu lý thuyết về cấu trúc và tiến hóa của sao, và nghiên cứu về cấu trúc và động học thiên hà, trên một cơ sở thực nghiệm an toàn hơn.  Theo quan sát, mục tiêu của đề xuất này là cung cấp các vị trí, thị sai và chuyển động riêng hàng năm cho khoảng 100.000 sao với độ chính xác chưa từng có là 0,002 giây cung, một mục tiêu trong thực tế cuối cùng đã vượt qua với số mũ hai.  Tên của kính thiên văn không gian này, "Hipparcos" là một từ viết tắt cho High Precision Parallax Collecting Satellite, và nó cũng phản ánh tên của nhà thiên văn học Hy Lạp cổ đại Hipparchus, người được coi là người sáng lập của môn lượng giác và khám phá ra tuế sai của các điểm phân (do Trái Đất rung lắc trên trục của nó).